# Manuel Sobreviñas
Manuel Cruz Sobreviñas (ur. 7 kwietnia 1924 w Dinalpihan, zm. 18 lipca 2020) – filipiński duchowny rzymskokatolicki, w latach 1993-2001 biskup Imus.

## Życiorys
Święcenia kapłańskie przyjął 10 marca 1955. 7 kwietnia 1979 został prekonizowany biskupem pomocniczym Manili ze stolicą tytularną Tulana. Sakrę biskupią otrzymał 25 maja 1979. 22 października 2001 przeszedł na emeryturę.